# Пушкарёва, Марина Михайловна
Марина Михайловна Пушкарёва (род. 24 августа 1989 года, Красноармейская, Краснодарский край) — российская футболистка, защитник. Выступала за сборную России.

## Карьера

### Клубная
Начала профессиональную карьеру в 2006 году в витебском Университете. В 2007 году перешла в «Кубаночку». В клубе стала первой, кто достигла отметки 100 матчей в высшей лиге (20 июня 2015 года, матч «Кубаночка» — «Зоркий»). Трёхкратная финалистка Кубка России (2014, 2015, 2016).
В 2016 году заключила контракт с «Астаной», в составе клуба стала вице-чемпионкой и финалисткой Кубка Казахстана.
В 2017 году выступала в высшей лиге России за «Дончанку» (Азов).

### В сборной
В составе сборной России принимала участие в Универсиаде 2013 года.
В национальной сборной России дебютировала 18 января 2013 года в товарищеском матче против Англии. Всего в 2013—2014 годах сыграла 3 матча.

## Достижения
- Победитель и бронзовый призёр Первого дивизиона России.
- Двукратная финалистка Кубка России (2014, 2015).
- 10 мая 2016 года присвоено спортивное звание «Мастер спорта России»[5].

## Личная жизнь
Пушкарёва окончила КГУФКСТ. Кроме футбола увлекается чтением книг и решением головоломок.